# Get Into You
Get Into You es el segundo álbum de la cantante australiana Dannii Minogue. Fue publicado por MCA Records en octubre de 1993 en Reino Unido.
El álbum logró moderado éxito en países como Reino Unido, Australia y Japón, llevando a grabar un posterior videoclip en 1995 y filmado íntegramente en Japón hacia finales de la era Get Into You.

## Sencillos
"Show You the Way to Go"
"Love's on Every Corner"
"This Is It"
"This Is the Way"
"Get Into You"

## Listado de temas
1. "This Is It" (Van McKoy) - 3:42
2. "Love's on Every Corner" (D. Poku, Cathy Dennis, P. Taylor) - 4:16
3. "Until We Meet Again" (Steve Hurley, Chantay Savage) - 4:25
4. "Tonight's Temptation" (A. Moody, T. Wilentz, D. Minogue) - 5:59
5. "Be Careful" (Davidge, Piken) - 5:09
6. "I Dream" (K. Hairston, D. Minogue) - 4:38
7. "Show You the Way to Go" (K. Gamble, L. Huff) - 4:24
8. "Lucky Tonight" (C. Boureally, D. Minogue, R. Davis, D. Jones) - 3:49
9. "This Is the Way" (Ward, Baylis, Kennedy) - 4:00
10. "Get Into You" (Mike Percy, Tim Lever), Tracey Ackerman) - 4:12
11. "If You Really" (S. Hurley, J. Principal, C. Savage) - 4:03
12. "Wish You'd Stop Wishing" (Eric Foster White) - 5:11
13. "Kiss and Make Up" (C. Bourelly, R. Davis, D. Minogue) - 4:17
14. "Show You The Way To Go" (12" versión) - 8:02

### Get Into You: The Videos
Es una colección de videos referentes al álbum Get Into You, lanzado al mercado el 30 de mayo de 1994 en Reino Unido por Mushroom UK. El video en formato VHS llegó al número 35 en dicho país. El video contiene entrevistas con Dannii y algunos detrás de escenas.

#### Lista de videoclips
"Love's on Every Corner"
"Show You the Way to Go"
"This Is It"
"This Is the Way"
"Get Into You"

## Get into You: Unreleased
Varias canciones quedaron fuera del tracklisting oficial. Una de ellas No Secret fue editado como b-side de This Is The Way. Otros tracks dieron la luz recién en la reedición del álbum bajo el título de Get Into You Deluxe Edition. Dichas canciones son Feels So Good, Hold On, If You're in Love With Me y It's Time to Move On